# Bay

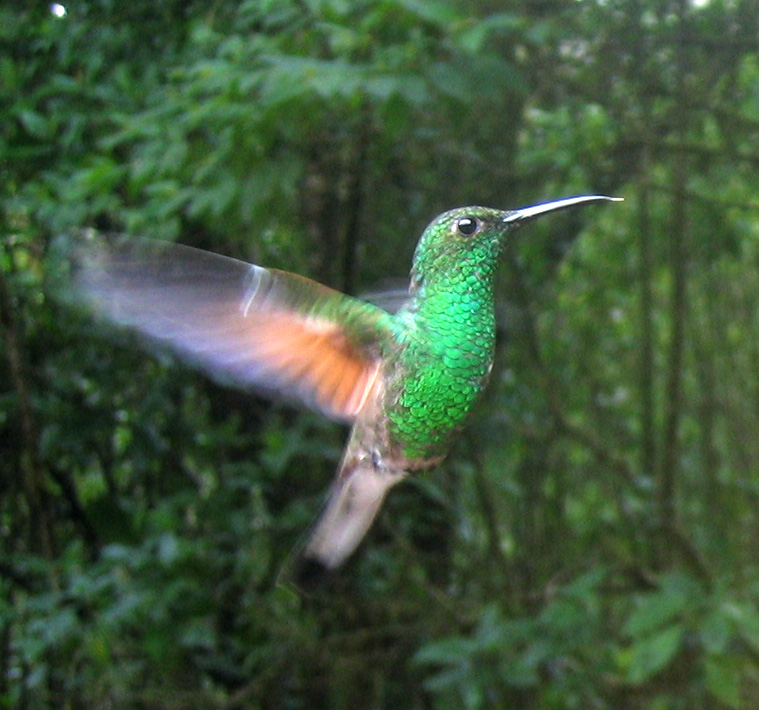
Một con chim ruồi đang bay

Bay chính là quá trình mà theo đó một đối tượng di chuyển thông qua một bầu khí quyển (đặc biệt là không khí) hoặc xa hơn nữa (chuyến bay vào vũ trụ), bằng cách tạo ra lực nâng khí động học, lực đẩy đẩy đi, sử dụng khí khác nhẹ hơn không khí, hoặc một thuật phóng... mà không cần hỗ trợ trực tiếp từ bất kỳ bề mặt nào.
Bay là từ ngữ chỉ chung để diễn tả hành động bay giữa không trung của các loài chim, máy bay, côn trùng,...

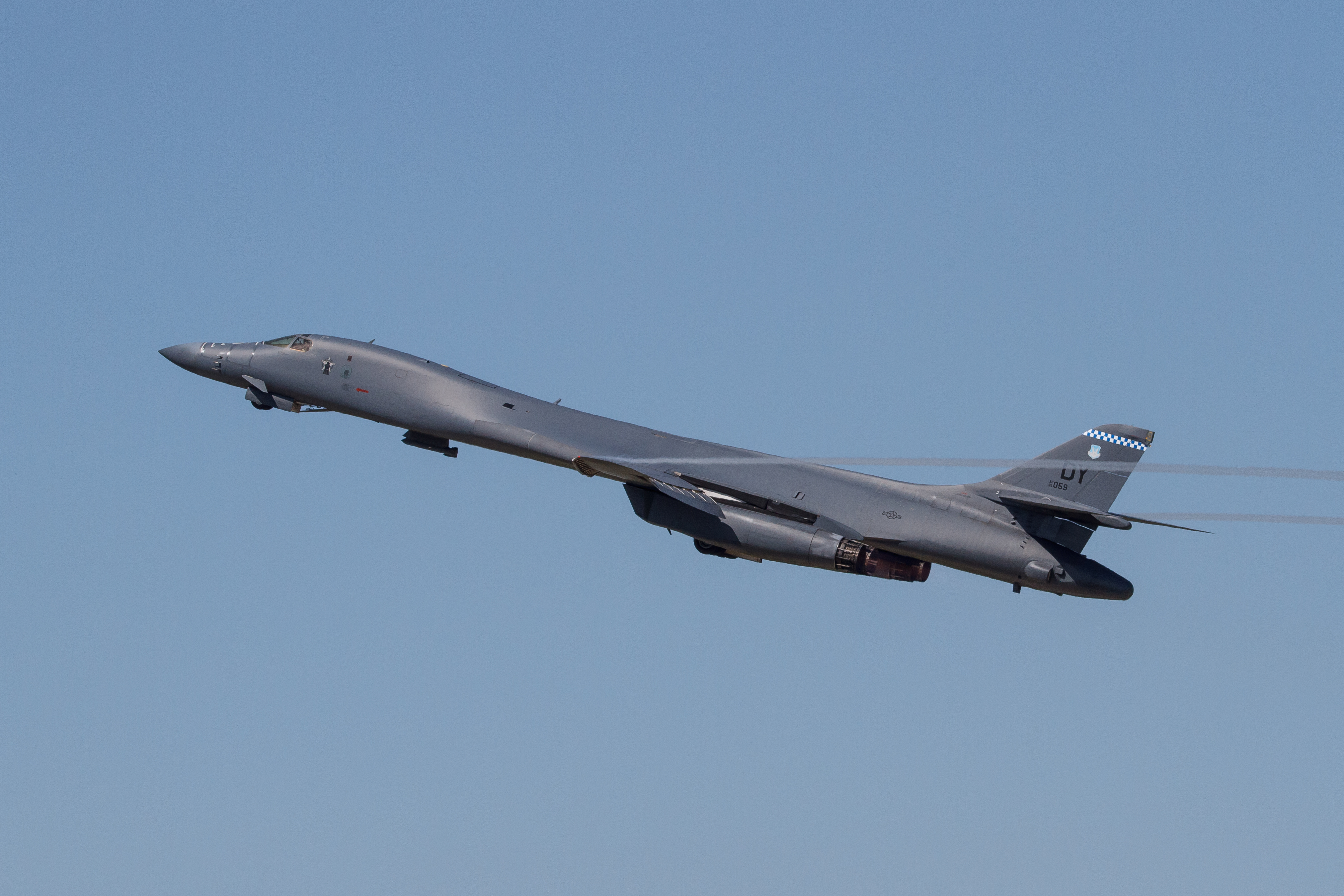
Một chiếc máy bay chiến đấu đang bay nhờ phản lực